# Paullu Inca
Paullu Inca, död 1549, var Inkarikets regent 1537–1549. Han fungerade som spansk marionett i den del av Inkariket som erövrats av spanjorerna. 
Han hade inga legitima barn och spanjorerna tillsatte ingen efterträdare som inka efter honom, men hans son Carlos Inca bodde dock kvar i det kungliga palatset till sin död, där han fortsatte ta emot inhemska petitionärer, och spelade en viss ceremoniell roll till sin död 1582.